# Hattyú-ház (Kiskunfélegyháza)
A Hattyú-ház oromdíszéről elnevezett klasszicista épület Kiskunfélegyházán.
Mayerhoffer János tervei szerint épült 1819-20-ban. A telken már 1817-ben építkezést akartak kezdeményezni, de tervet csak 1819-ben készítettek. Fischer Ágoston kecskeméti kőművesmester és Novák Márton ácsmester voltak a kivitelezők. Az építési terveket az épületben működő könyvtár őrzi. Az építés költsége 13 897 forint 26 krajcár volt. Az épület nagyobbik részét eredetileg a „Kis Pintze” vagy „Kiss Kortsma” néven emlegetett vendéglő, illetve a vendéglő bérlőjének lakása foglalta el, de két mészárszéknek is biztosítottak helyet. Az egyik első bérlő Petrovics István, Petőfi Sándor édesapja volt. 1822-től bérlőtárs, 1824–30 között a két mészárszék egyedüli bérlője volt. A kocsma cégére volt a hattyú, amit az oromzaton stukkóból is elkészítettek.
Az épület ezután több mint száz éven keresztül a város tulajdonában volt, elsősorban üzleti célokat szolgált. 1910 táján, az új, szecessziós városháza tervezésekor felmerült az épület lebontása, hogy helyén özv. Kalmár Józsefné hagyatékából kultúrpalotát építsenek, de anyagi forrás hiányában ez a terv nem valósult meg. Az 1950-es évekre állapota leromlott, de a Mezősi Károly Petőfi-kutató kezdeményezte mozgalom nyomán az épületet sikerült megmenteni. 1965 novemberében, eredeti állapotában helyreállítva költözött bele a Petőfi Sándor Városi Könyvtár. A Mezősi Károly rendezte Petőfi-kiállítás és a könyvtár máig az épületben tekinthető meg.
Az épülethez 2007-2008-ban új szárnyat csatoltak, így az U alaprajzú épület négyszög alaprajzú lett.